# Lijst van encyclieken van paus Gregorius XVI
Dit artikel is een lijst van encyclieken van paus Gregorius XVI. Hier volgen de 9 encyclieken, die Gregorius XVI (paus van 1831 tot 1846) geschreven heeft.
| #  | Titel (Latijn)       | Titel (Nederlandse vertaling) | Onderwerp                              | Datum van publicatie |
| -- | -------------------- | ----------------------------- | -------------------------------------- | -------------------- |
| 1. | Summo Iugiter Studio |                               | Gemengde huwelijken                    | 27 mei 1832          |
| 2. | Cum Primum           |                               | Burgerlijke gehoorzaamheid             | 9 juni 1832          |
| 3. | Mirari Vos           |                               | Liberalisme en desinteresse in religie | 14 augustus 1832     |
| 4. | Quo Graviora         |                               | De Constitutie                         | 4 oktober 1833       |
| 5. | Singulari Nos        |                               | Lamennais                              | 25 juni 1834         |
| 6. | Commissum divinitus  |                               | Kerk en staat                          | 17 mei 1835          |
| 7. | Probe Nostis         |                               | De verspreiding van het geloof         | 18 september 1840    |
| 8. | Quas Vestro          |                               | Gemengde huwelijken                    | 30 april 1841        |
| 9. | Inter Praecipuas     |                               | Bijbelgenootschappen                   | 8 mei 1844           |